# Пини, Рауль
Рау́ль Пи́ни (исп. Raúl Hermenegildo Pini Giovio; 2 июня 1923, Фрай-Бентос — 2 октября 1988) — уругвайский футболист, играл на месте правого центрального полузащитника.

## Биография
Рауль Пини начал карьеру в 1943 году в клубе «Насьональ», с которым трижды стал чемпионом Уругвая и стал вызываться в сборную Уругвая, в составе которой поехал на чемпионат Южной Америки в 1945 году, на котором провёл два матча: 28 января со сборной Колумбии, в котором уругвайцы победили 7:0 и 7 февраля со сборной Бразилии, в котором сборная Уругвая была разгромлена 0:3 и чемпионат Южной Америки в 1946 году, на котором провёл четыре игры.
В 1949 году Рауль Пини перешёл в колумбийский клуб «Мильонариос», плативший игрокам большие, по тем временам, деньги, с которым стал 4-кратным обладателем кубка Мустанга, выступая в одной команде с Альфредо Ди Стефано, Эктором Риалем, Адольфо Педернерой и другими звёздами, но после запрета ФИФА покупать колумбийским клубом игроков, не ставя в известность международную федерацию футбола, игрокам пришлось вернуться в свои клубы.
Пини вернулся в «Насьональ», проведя за клуб свой последний сезон в 1955 году, вновь став чемпионом Уругвая. А затем покинул клуб, проведя в общей сложности за «Насьональ» около 300 матчей (из них 174 официальных матча, в которых забил два гола). Он перешёл в клуб «Расинг», а затем выступал за перуанскую команду «Спортинг Кристал»

## Достижения
- Чемпион Уругвая (4): 1943, 1946, 1947, 1955
- Чемпион Колумбии (4): 1949, 1951, 1952, 1953